# ABC-Aufklärungsfahrzeug 08
Das ABC-Aufklärungsfahrzeug 08 ist ein auf dem Radschützenpanzer Piranha IIIC der Mowag aufgebautes ABC-Aufklärungsfahrzeug der Schweizer Armee.
Die Projektphase dauerte von 2005 bis zur Übergabe an die Truppe am 14. April 2016. Ausgeliefert wurden insgesamt 12 Fahrzeuge.
Das Fahrzeug wird zu Gunsten der Einsatzverbände oder zivilen Behörden zur Aufklärung von biologischen oder chemischen Stoffen und radioaktiver Kontaminationen eingesetzt. Dabei klärt das Fahrzeug zuerst eine bestätigte oder vermutete Kontamination auf, bestimmt diese und grenzt das entsprechend kontaminierte Gebiet ab. Zuletzt werden Proben für das Labor Spiez gesammelt.
Die vierköpfige Besatzung besteht aus Fahrer, Operator 1 und 2 sowie Fahrzeugkommandant.
Als Primärbewaffnung dient ein ferngesteuertes Maschinengewehr Kaliber 12,7 mm, als Sekundärbewaffnung steht ein 7,6-cm-Nebelwerfer zur Verfügung. Das ABC-Aufklärungsfahrzeug ist auf eine 24-stündige Autonomie ausgelegt, zu diesem Zweck verfügt es über eine ABC-Filterschutzanlage und einen Überdruck im Fahrzeuginneren. Weiter ist das Fahrzeug mit Klimaanlage, Notmahlzeitenkocher, Liegeplatz sowie Feldtoilette ausgestattet.
Der ballistische Schutz erreicht mit Zusatzkits die Stufe 4. Zum Schutz vor Minen erreicht die Panzerung gem. internationaler Norm STANAG 4569 die Stufen 3a unter dem Rad und 2b unter dem Fahrzeug.